# Dagmara Hering
Dagmara Anna Hering – polska lekarka, hipertensjolog, dr hab. nauk medycznych, profesor Katedry Nadciśnienia Tętniczego i Diabetologii Wydziału Lekarskiego Gdańskiego Uniwersytetu Medycznego.

## Życiorys
W 2000 ukończyła studia medyczne w Akademii Medycznej w Gdańsku, 22 czerwca 2006 obroniła pracę doktorską Wpływ palenia papierosów i spożywania alkoholu na aktywność układu współczulnego u chorych z nadciśnieniem tętniczym, 5 grudnia 2013  habilitowała się na podstawie pracy zatytułowanej Rola układu współczulnego w etiopatogenezie nadciśnienia tętniczego i przewlekłej choroby nerek - wybrane aspekty patofizjologiczne i terapeutyczne. 28 listopada 2019 uzyskała tytuł profesora nauk medycznych i nauk o zdrowiu.
Została zatrudniona na stanowisku adiunkta na University of Western Australia, oraz w Katedrze Nadciśnienia Tętniczego i Diabetologii na Wydziale Lekarskim z Oddziałem Stomatologicznym Gdańskiego Uniwersytetu Medycznego.
Jest profesorem Katedry Nadciśnienia Tętniczego i Diabetologii Wydziału Lekarskiego Gdańskiego Uniwersytetu Medycznego, oraz członkiem  Rady Dyscypliny Naukowej – Nauk Medycznych Gdańskiego Uniwersytetu Medycznego.